# جبريل ليما
جبريل ليما (بالإيطالية: Gabriel Lima)‏ هو لاعب كرة الصالات ‏ ولاعب كرة قدم إيطالي وبرازيلي، ولد في 19 أغسطس 1987 في ساو باولو في البرازيل. شارك مع منتخب إيطاليا لكرة القدم داخل الصالات. أما مع النوادي، فقد لعب مع Marca Futsal ‏.

## وصلات خارجية
- جبريل ليما على موقع الاتحاد الدولي (مؤرشف)  (الإنجليزية)
- جبريل ليما على موقع الاتحاد الأوربي (الإنجليزية)